# Turán-gráf
A {\displaystyle T_{m}(n)} n csúcsú, m osztályos Turán-gráf alatt a következő gráfot értjük:

Az ilyen egy-egy osztályban a csúcsok függetlenek, tehát nem fut közöttük él. Viszont egy csúcs minden egyéb csúccsal össze van kötve a saját osztályán kívül (ezt jelzik a dupla párhuzamos vonalak). A pontok, annyira amennyire lehetséges, egyenletesen vannak szétosztva az osztályok között, vagyis bármely két osztály elemszámának eltérése legfeljebb 1.
A Turán-gráfoknak az a különleges tulajdonsága, hogy a Turán-tétel szerint ezek a legtöbb élt tartalmazó olyan {\displaystyle n} csúcsú gráfok, amelyek nem tartalmaznak m+1 csúcsú klikket. Vagyis, ha G egy n csúcsú, m+1 csúcsú klikket nem tartalmazó gráf, akkor {\displaystyle |E(G)|\leq |E(T_{m}(n))|}.
A Turán-gráfok teljes többrészes gráfok.

## Tulajdonságai
A {\displaystyle T_{m}(n)} Turán-gráf minden csúcsa {\displaystyle n-\lceil n/r\rceil } vagy {\displaystyle n-\lfloor n/r\rfloor } élű, éleinek teljes száma
{\displaystyle {\frac {1}{2}}(n^{2}-(n{\bmod {m}})\lceil n/m\rceil ^{2}-(r-(n{\bmod {m}}))\lfloor n/m\rfloor ^{2})\leq \left(1-{\frac {1}{m}}\right){\frac {n^{2}}{2}}.}
Reguláris gráf, ha m|n (m osztja n-et).
Minden Turán-gráf kográf, azaz megalkotható különálló csúcsokból komplementer és diszjunkt unió műveletek elvégzésével. Ez a következő módon történhet: minden osztályt előállítunk különálló pontok halmazaként, majd ennek vesszük a komplementerét. Ezután ezen gráfok uniójának komplementere épp a Turán-gráfot adja.
Chao és Novacky 1982-ben bizonyították, hogy a Turán-gráfok kromatikusan egyediek, azaz nincs más olyan gráf, melyek kromatikus polinomja megegyezik valamely Turán-gráféval.

## Fordítás
- Ez a szócikk részben vagy egészben  a   Turán graph című angol Wikipédia-szócikk ezen változatának fordításán alapul.  Az eredeti cikk szerkesztőit annak laptörténete sorolja fel. Ez a jelzés csupán a megfogalmazás eredetét és a szerzői jogokat jelzi, nem szolgál a cikkben szereplő információk forrásmegjelöléseként.